# ESIM

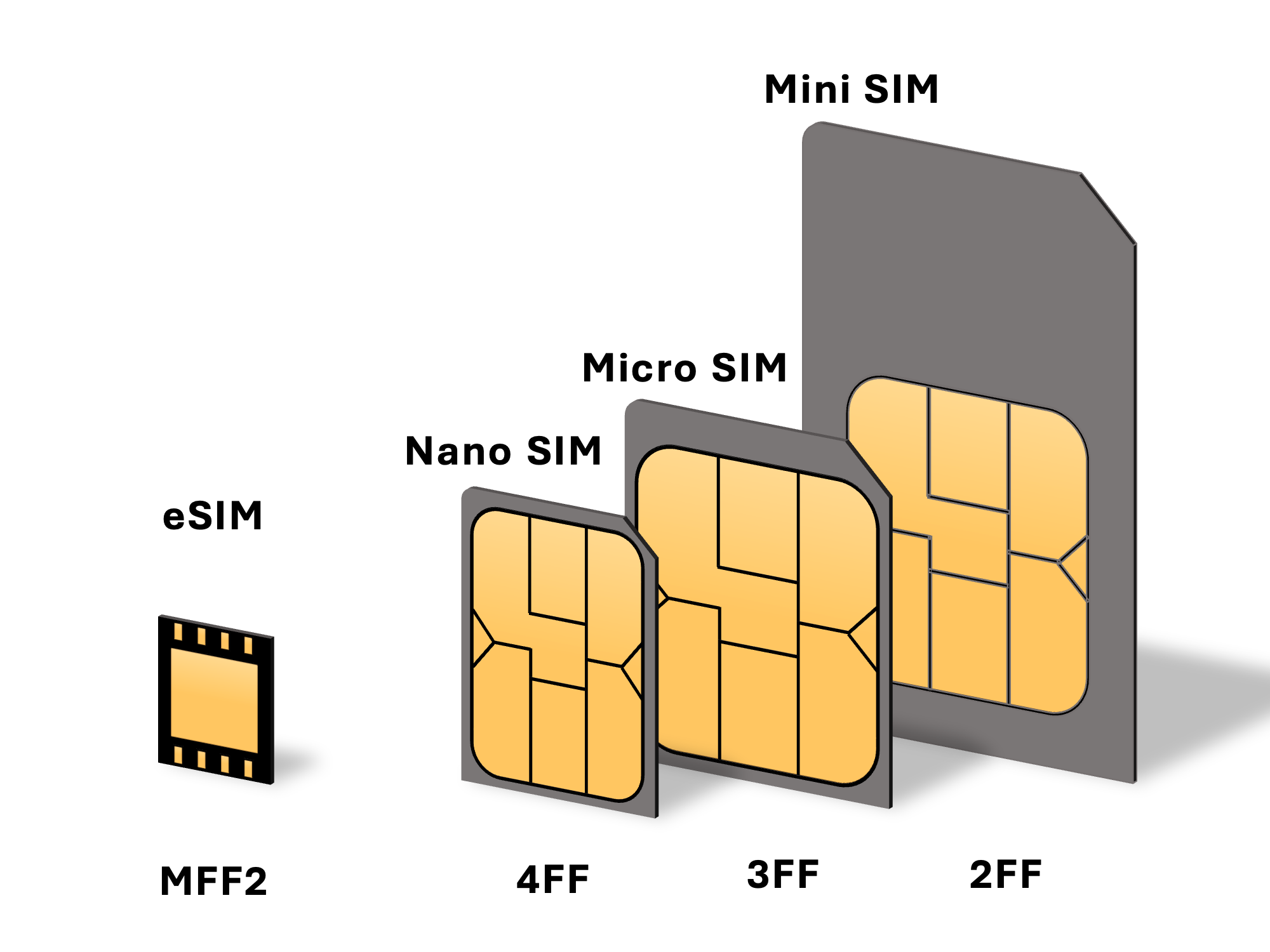
Popis typů SIM karet, včetně čipu MMF2 používaný v telefonech pro eSIM

eSIM (anglicky embedded-SIM) je náhrada fyzické SIM karty za programovatelný obvod, která je trvale umístěna v zařízení. Standard eSIM byl poprvé vydán v roce 2016 a eSIM začala postupně nahrazovat fyzickou SIM kartu v mobilních telefonech a dalších zařízeních používajících mobilní síť (eSIM vyžaduje podporu výrobce zařízení a zároveň i mobilního operátora). Nástupcem je iSIM, což je implementace eSIM uvnitř SoC (mikroprocesoru), takže nevyžaduje samostatný mikročip.

## Charakteristika
Výhodou eSIM je, že ji lze zakoupit online a ihned aktivovat (není nutné čekat jako na doručení fyzické SIM karty), že snižuje požadavky na prostor uvnitř mobilního zařízení, protože není potřeba relativně objemný konektor, což zvyšuje flexibilitu návrhu zařízení, takže umožňuje vodotěsnost apod. eSIM sice zlepšuje fyzickou spolehlivost (nelze ji například naklonovat nebo nepozorovaně přendat do jiného telefonu), ale zvyšuje riziko podvodu pomocí sociálního inženýrství (uživatel sám provede kroky, kterými eSIM převede na podvodníka).
Místo uživatelem vyměnitelné UICC karty z PVC (označované jako SIM karta) je eSIM realizována pomocí čipu eUICC umístěném trvale v zařízení už od výrobce a podpůrným software. Jakmile je v zařízení profil operátora uložen do eSIM, funguje eUICC stejně jako fyzická SIM karta, doplněná jedinečným ICCID a síťovým ověřovacím klíčem vygenerovaným operátorem.
V roce 2024 umožňují mobilní zařízení uložit více eSIM profilů: od iPhone 13 až 8 profilů a až dvě aktivní eSIM, Android až 20 profilů (v závislosti na jejich velikosti) a více aktivních (opět v závislosti na zabraném místě v paměti eSIM a restrikcích operátorů – operátor obvykle umožňuje jen jednu SIM nebo eSIM).

## Historie
Jako první zařízení podporovaly eSIM chytré hodinky Samsung Gear S2 Classic 3G (2016). Apple uvedl podporu eSIM poprvé pro iPad Pro 3. generace (2016), poté pro Apple Watch 3. generace (2017) a v telefonech iPhone iPhone XS a iPhone XR (2018). Zařízení Apple vyžadovaly alespoň iOS 12. Firma Microsoft uvedla podporu eSIM pro Microsoft Surface Pro LTE (2017), poté pro Windows 10 (2018). Firma Google uvedla podporu pro eSIM v telefonu Pixel 4 (2019), firma Motorola pro model Razr (2020), firma Samsung pro telefon Galaxy S20 (od One UI verze 4 vydaného v listopadu 2021) atd.
Mobilní operátoři zavádějí podporu eSIM a navázaných služeb postupně.  V roce 2022 ještě nabyly všechny služby poskytované pro SIM možné používat u eSIM u všech operátorů (například jedno telefonní číslo zároveň na SIM a eSIM).
V roce 2023 získal Qualcomm od asociace GSMA certifikaci čipsetu Snapdragon 8 Gen 2 pro iSIM, což je implementace eSIM uvnitř SoC (tedy nejde už o samostatný integrovaný obvod, který na základní desce zabíral místo).
V srpnu 2025 implementoval Vodafone jako první v ČR možnost automatického přesunu eSIM (konverze SIM na eSIM, přesun eSIM na jiný telefon), přičemž podpora je zpočátku na zařízeních Samsung Galaxy S25, Google Pixel 6 (a novějších) a dalších.